# Matea Vrdoljak
Matea Vrdoljak (ur. 19 listopada 1985 w Spicie) – chorwacka koszykarka występująca na pozycjach rzucającej lub niskiej skrzydłowej, reprezentantka kraju.

## Osiągnięcia
Na podstawie, o ile nie zaznaczono inaczej.
Drużynowe
- Mistrzyni:
  - Belgii (2016)[3]
  - Chorwacji (2013)[4]
- Zdobywczyni Pucharu Chorwacji (2013)[4]
- Finalistka pucharu:
  - Portugalii (2011)[5]
  - Vitora Hugo (2010)[5]
  - federacji Portugalii (2011)[5]
- Uczestniczka rozgrywek międzynarodowych:
  - Euroligi (2012/2013)
  - Eurocup (2008/2009, 2010–2012)

Indywidualne
(* – oznacza nagrody przyznane przez portal eurobasket.com)
- Zaliczona do I składu defensywnego ligi portugalskiej (2011)*[5]

### Reprezentacja
5x5
- Uczestniczka:
  - mistrzostw Europy (2013 – 11. miejsce)[6]
  - kwalifikacji do Eurobasketu (2009)

3x3
- Uczestniczka:
  - mistrzostw Europy 3x3 (2019 – 26. miejsce, 2021 – 21. miejsce)
  - kwalifikacji do mistrzostw Europy 3x3 (2019 – 7. miejsce, 2021 – 10. miejsce)